# István Mészáros
István Mészáros (Budapest, 19 de diciembre de 1930 – Londres, 1 de octubre de 2017) fue un filósofo marxista húngaro. Fue profesor emérito en la Universidad de Sussex, donde mantuvo el cargo de filósofo durante quince años, después de haber sido profesor de filosofía y ciencias sociales durante cuatro años en la Universidad de York.

## Biografía
Relacionado con la popularmente conocida 'Budapest School', un grupo de filósofos húngaros bajo la instrucción o influencia de Georg Lukács, que incluyó a Ágnes Heller y György Márkus.
Dejó su país natal, Hungría, en 1956, después de la invasión soviética y trabajó durante un tiempo en Turín (Italia) antes de radicarse en el Reino Unido.
En septiembre de 2009, se hizo acreedor al Premio Libertador al Pensamiento Crítico 2008 que otorga el Gobierno de la República Bolivariana de Venezuela. El premio se lo adjudicó gracias a su obra El desafío y la carga del tiempo histórico: El Socialismo del siglo XXI.